# Sumberkare
Sumberkare is een bestuurslaag in het regentschap Probolinggo van de provincie Oost-Java, Indonesië. Sumberkare telt 5272 inwoners (volkstelling 2010).